# Брамли, Кеннет
Кеннет Брамли (англ. Kenneth Brumley) родился в 1968 году. Кеннет Брамли — один из самых тяжёлых людей за всю историю медицины.
Кеннет Брамли был показан на Channel 4 в документальном фильме «Half Ton Dad» из серии BodyShock как отец четверых детей, который весил почти 1035 фунтов (468 кг). Кеннет Брамли ежедневно потреблял около тридцати тысяч килокалорий.
В детстве Кеннет имел среднее телосложение и играл в баскетбол, бейсбол и американский футбол, однако после переезда в Калифорнию в 19 лет он перестал активно двигаться, что и привело к набору веса. В фильме говорится, что команде пожарных понадобилось разрушить часть стены дома, чтобы вынести Кеннета вместе с кроватью, к которой он был прикован последние 4 года, для установки обходного желудочного анастомоза в Renaissance Hospital в Хьюстоне.
В Renaissance Hospital Кеннета Брамли лечила та же команда, что и Рене Вильямс, одну из тяжелейших женщин в истории. На первом этапе одна только диета в 1200 калорий в день позволила Кеннету потерять 76 килограммов за 40 дней.